# Чемберс, Эйден
Эйден Чемберс (англ. Aidan Chambers; 27 декабря 1934, Честер-ле-Стрит, Дарем — 11 мая 2025) — британский писатель, автор произведений для детей и юношества.

## Биография
Родился в Честер-ле-Стрит, графство Дарем в 1934 году, был единственным ребенком в семье. В доме Чемберсов было всего пять книг, среди которых — Библия и басни Эзопа. В начальной школе учился с трудом, до девяти лет не мог научиться бегло читать.
Окончил колледж «Боро-роуд» в Лондоне, после чего два года служил в Королевском флоте, затем преподавал английский язык и драму в различных школах. В 1960 году вступил в англиканский монастырь в Страуде, графство Глостершир, продолжая при этом преподавать.
Первые произведения Чемберса, в том числе Johnny Salter (1966), The Car и The Chicken Run (1968), были опубликованы в то время, как он был учителем в школе Archway School в Страуде.
Его роман Now I Know («Теперь я знаю», 1987) частично основан на его личном монашеском опыте.
В 1967 году Чемберс покинул монастырь, в 1968 году женился и прекратил преподавательскую деятельность, став писателем-фрилансером. Через год Чемберс совместно с женой Нэнси основали издательство «Тримбл-Пресс» и стали выпускать журнал «Сигнал», где печатались критические статьи о детской литературе. В 1982 году супруги Чемберс были удостоены премии Элинор Фарджон за выдающиеся заслуги в развитии детской литературы. С 2003 по 2006 год Эйден Чемберс был президентом Школьной библиотечной ассоциации Великобритании.
С 1978 по 2005 годы Чемберс написал цикл из шести романов, объединенных одной темой — «Что такое любовь?». В этот цикл входят такие произведения, как Breaktime («Перемена»), Dance on My Grave («Станцуй на моей могиле»), Now I Know («Теперь я знаю»), The Toll Bridge («Мост с платным проездом»), Postcards from No Man’s Land («Письма с необитаемой земли») и This is All: The Pillow Book of Cordelia Kenn («Это всё: настольная книга Корделии Кенн»).
Чемберс — новатор в стиле и в содержании, в своих романах, адресованных юношеству, он экспериментировал с языком, формой и содержанием.
Умер 11 мая 2025 года в возрасте 90 лет.

## Награды и почётные звания
За роман «Письма с необитаемой земли» Чемберс был удостоен двух наград: Медаль Карнеги по литературе от библиотечной ассоциации Великобритании и премии Майкла Принца Американской библиотечной ассоциации.
Кроме того, Э.Чемберс также удостоен следующих наград и почётных титулов:
- 1979 премия Ассоциации детской  литературы[англ.];
- 1982 Премия Элинор Фарджон[англ.] (совместно с супругой Нэнси);
- 2002 Премия Андерсена;
- 2003 Почётный доктор философии университета Умео;
- 2008 Почётный доктор литературы университета Глостершира;
- 2009 избран членом Королевского общества литературы;
- 2010 Премия Национальной Ассоциации преподавания английского языка за выдающиеся заслуги перед английским образованием;
- 2011 Почётный доктор литературы Oxford Brookes University.

## Экранизации
Роман Чемберса «Станцуй на моей могиле» стал основой сценария фильма «Лето 85» (режиссёр — Франсуа Озон), который вышел на экраны в июле 2020 года.

### Произведения для юношества
- Cycle Smash (1967)
- Marle (1968)
- Snake River (1975)
- Breaktime (1978)
- Dance on My Grave (1982)
- Now I Know (1987)
- The Toll Bridge (1992)
- Postcards from No Man's Land (1999)
- This is All: The Pillow Book of Cordelia Kenn (2005)
- «Dying to Know You» (2012)

### Произведения для детей
- Seal Secret (1980)
- The Present Takers (1984).

### Короткие рассказы
- The Kissing Game: Short Stories of Defiance and Flash Fictions (2011)[8]

### Критические и образовательные публикации
- The Reluctant Reader (1969)
- Introducing Books to Children (1973, 1983)
- Booktalk: occasional writing on literature and children (1985)
- The Reading Environment (1991)
- Tell Me: Children, Reading and Talk (1993)
- Reading Talk (2001)
- Tell Me: Children, Reading and Talk with The Reading Environment (2011)[9]